# Imagine Dragons
Imagine Dragons je američki bend iz Las Vegasa i sastoji se od pevača Dena Rejnoldsa, gitariste Wejna Sermona, basiste Bena McKeea i bubnjara Daniela Platzmana. Bend je dobio na popularnosti kad je objavio prvi studijski album, Night Visions, koji ih je doveo na drugo mesto na listi nedeljnog časopisa Bilbord (časopis). Po njihovom mišljenju, Imagine Dragons su postigli vrhunac rok muzike u 2013. godini. MTV ih je proglasio "Bendom u usponu" za tu godinu a magazin Rolling Stone je nazvao pesmu Radioactive najboljim rok hitom godine.
Njihov drugi studijski album Smoke + Mirrors je izašao početkom 2015. godine i uspeo je da se nađe na mestu br. 1 na sledećim top listama: Billboard 200, Canadian Albums Chart, UK Albums Chart
Njihov debitantski album Night Visions je proglašen platinastim albumom u 8 zemalja. Samo u SAD su prodali preko 2 miliona albuma.

## Istorija benda

### Počeci (2008—2010)
2008. godine pevač Dan Reynolds je sreo Andrew Tolmana na Brigham Young University gde su obojica studirali. Tolman je 2009. godine regrutovao dugogodišnjeg prijatelja iz srednje škole Wayne Sermona koji je diplomirao na "Berklee College of Music". Tolman je kasnije regrutovao svoju suprugu Brittany Tolman. Sermon je regrutovao još jednog studenta sa Berklee College, Ben McKee, da se pridruži bendu da upotpuni sastav. Bend je privukao veliku pažnju u svom rodnom gradu Provo, Utah, pre nego što se preselio u Las Vegas, rodni grad Dana Reynoldsa, gde je bend snimio i objavio svoja prva tri EP-a. Bend je objavio dva EP-a pod nazivom Imagine Dragons i Hell and Silence 2010. Vratili su se u studio u 2011. i snimili treći EP It's Time.
Dobili su svoj prvi veliki proboj kada se pevač grupe Train razboleo pred nastup na festivalu u Las Vegasu 2009. godine - Imagine Dragons su pozvani da uskoče i nastupili su pred više od 26.000 ljudi. Osvojili su nekoliko nagrada, uključujući "Best CD of 2011" (Vegas SEVEN), "Best Local Indie Band 2010" (Las Vegas Weekly), "Las Vegas' Newest Must See Live Act" (Las Vegas CityLife). U novembru 2011. su potpisali ugovor s Interscope Records.

## Humanitarni rad
Tajler Robinson, nadahnut pesmom "It's time" je pronašao volju za životom iako mu je prognozirana skoro sigurna smrt. Kad je bend čuo za ovu priču, pokrenuo je fondaciju "Tyler Robinson". Tajler je preživeo sigurnu smrt. Par meseci kasnije došlo je do komplikacija tokom oporavka i nažalost, 17-godišnji Tajler umire. Pesma "Demons" je posvećena Tajleru i njegovoj borbi za život.

## Albumi
- (2011)
- (2012)
- (2013)
- (2015)
- (2017)
- (2018)
- (2021)
- (2022)
- (2024)